# Rudolf Rauch
Rudolf Joseph Rauch (* 16. April 1892 in Wien; † 18. Juni 1964 in Linz) war ein österreichischer Sprinter, Weitspringer und Speerwerfer.
Bei den Olympischen Spielen schied er 1912 in Stockholm über 100 m, 200 m und in der 4-mal-100-Meter-Staffel im Vorlauf aus. 1924 in Paris erreichte er über 200 m das Viertelfinale.
Je fünfmal wurde er Österreichischer Meister über 100 m (1915, 1918, 1921, 1923, 1924) und im Speerwurf (1916–1918, 1920, 1921), viermal über 200 m (1915, 1917, 1918, 1921), dreimal im Weitsprung (1915, 1917, 1925) und einmal über 400 m (1918).

## Persönliche Bestleistungen
- 100 m: 11,0 s, 10. August 1913, Wien
- 200 m: 22,8 s, 25. Juli 1915, Budapest